# Замлєлий Олександр Терентійович
Олександр Терентійович Замлєлий (14 листопада 1934 — 20 жовтня 1988) — український радянський діяч сільського господарства, тракторист-кукурудзівник. Бригадир тракторно-польової бригади радгоспу «Червона Хвиля» Великобурлуцького району. Герой Соціалістичної праці. 

## Життєпис
Олександр Замлєлий народився 14 листопада 1934 року у селі Макарівка Золочівського району в українській селянській родині. Рано втратив батьків, після смерті матері — Тетяни Григорівни — виховувався у Золочівському дитячому будинку. Пізніше навчався у Дергачівському сільськогосподарському ремісничому училищі, по закінченню якого, у сімнадцять років, став працювати причіплювачем у радгоспі «Мечнікове» Дворічанського району. Зимою того ж року поступив на курси трактористів, по закінченню яких став працювати на ДТ-54. У 1957 році одружився і переїхав жити до дружини у Великобурлуцький район, де став працювати у місцевому радгоспі «Червона Хвиля». Згодом він очолював тракторно-польову бригаду радгоспу. У 1963 році був обраний делегатом XIII з'їзду профспілок СРСР, того ж року став членом КПРС. Під час вступу до партії, він отримав доручення від райкому ознайомитися з досвідом вирощення кукурудзи у новатора Олександра Гіталова та поширити його у своєму колгоспі. Через два роки бригада Олександра Замлєлого зібрала понад 50 центнерів зерна кукурудзи з гектара. У тому ж році видав брошуру «Комплексная механизация выращивания кукурузы». За «досягнення високих показників у вирощенні цієї культури», Президія Верховної Ради СРСР указом від 23 червня 1966 року надала Олександру Замлєлому звання Героя Соціалістичної Праці з врученням ордена Леніна та медалі «Серп і Молот». Відмічалося, що Олександру Замлєлому вдавалося збирати 60-70 центнерів зерна кукурудзи з гектара завдяки продуманій системі агрозаходів. До нього, у село Шипувате, приїздили робітники з усієї Харківщини та з інших областей, щоб отримати цінні поради та навчитися отримувати високі врожаї. Станом на 1967 рік, понад тридцять його послідовників були нагороджені орденами та медалями. Самого Олександра Замлєлого було вшановано другим орденом Леніна «за показники досягнуті у восьмій п'ятирічці».
У 1970-х роках навчався на заочному відділенні Липковатівського сільськогосподарського технікуму, де вивчав теорію агротехніки.
Працю у сільському господарстві поєднував з партійною та громадською роботою. Обирався делегатом XXV та XXVI з'їздів КПУ і депутатом Шипуватської сільської ради, входив до складу бюро Великобурлуцького райкому партії. У 1984 році отримав звання «Почесного робітника ХТЗ», а через чотири роки отримав нагороду «Золотий колос» на Виставці досягнень народного господарства.
Помер Олександр Замлєлий 20 жовтня 1988 року. Його ім'ям було назване поле 3-го відділу радгоспу «Червона Хвиля».

## Нагороди
- Герой Соціалістичної праці (23.06.1966)[4]
- орден Леніна (23.06.1966, дата другого нагородження невідома)[4]
- орден Жовтневої Революції[4][9]
- медаль «Серп і Молот» (23.06.1966)[4]